# 2155 Wodan
2155 Wodan è un asteroide della fascia principale. Scoperto nel 1960, presenta un'orbita caratterizzata da un semiasse maggiore pari a 2,8581392 UA e da un'eccentricità di 0,0770720, inclinata di 2,53994° rispetto all'eclittica.